# Cuña de hielo

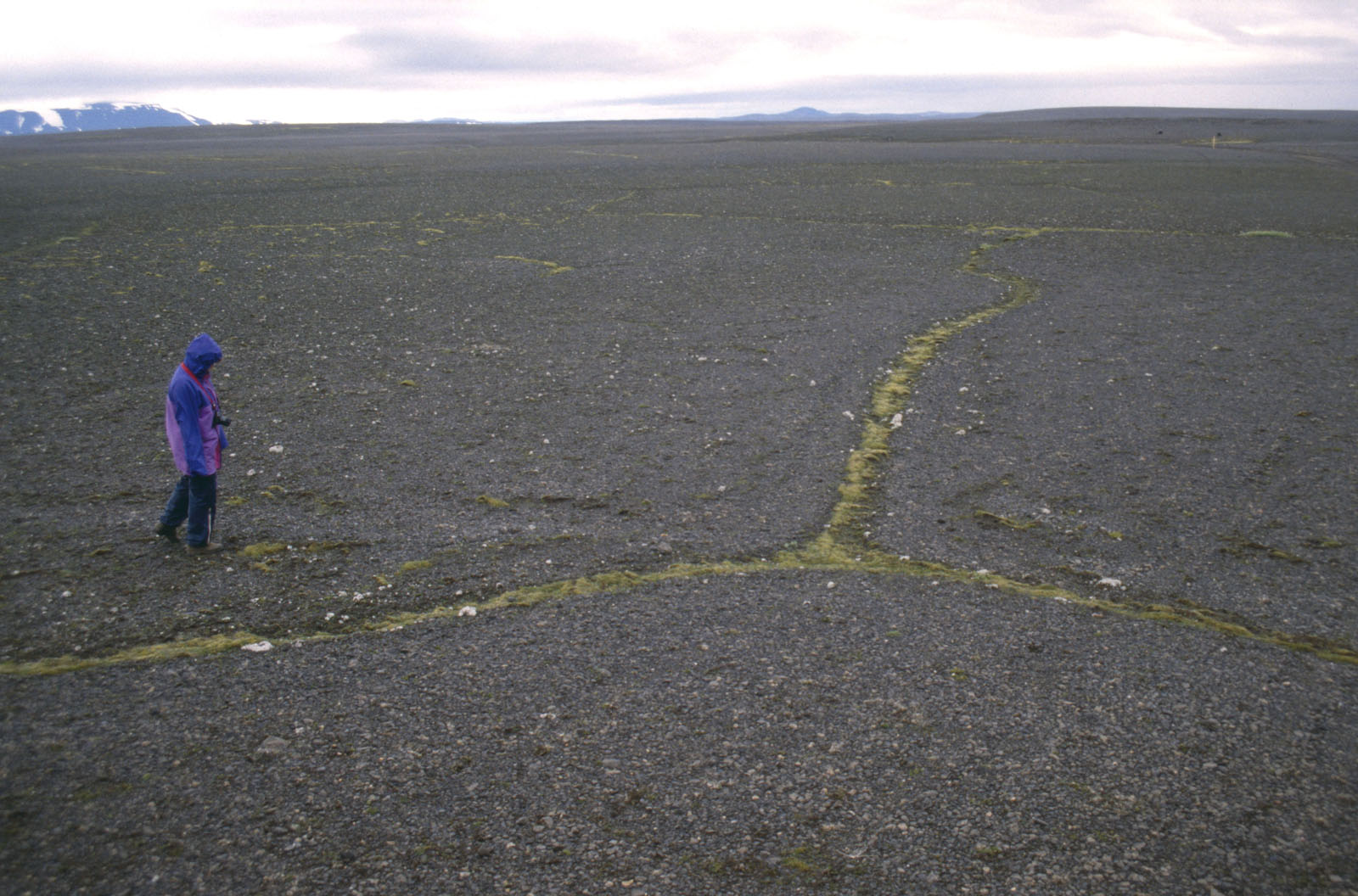
Cuñas de hielo en Sprengisandur, Islandia.

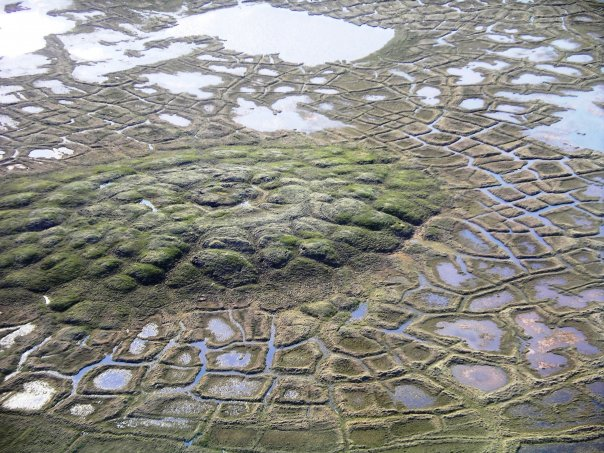
Un pingo durante el deshielo rodeado de cuñas de hielo cerca de Tuktoyaktuk, Canadá.

Una cuña de hielo es una fisura en el suelo formada por el congelamiento de hielo dentro de esta. Suelen medir de 3 a 4 metros de largo y penetrar unos 30 cm en el suelo. Durante los meses de invierno, el agua del suelo se congela y se expande. Cuando las temperaturas descienden por debajo de -17 grados Celsius, el suelo helado (permafrost) se comporta como un sólido y se expande formando fisuras en la superficie, las que se llaman cuñas de hielo. Las fisuras son ocupadas por agua durante el deshielo del verano, que al congelarse durante el invierno contribuye a hacer crecer el tamaño de la cuña, ayudados también por el proceso de contracción térmica del permafrost. Al repetirse este proceso a lo largo de los años, las cuñas de hielo pueden crecer hasta llegar al tamaño de una pileta de natación.

## Información
Existen varias teorías sobre el origen de las cuñas de hielo, pero una sola ha sido aceptada y refrendada por científicos de fuste: la teoría de contracción térmica.

### Teoría de contracción térmica
La teoría de contracción térmica sostiene que durante los meses invernales, a causa de los fríos extremos se forman fisuras de contracción térmica del permafrost que típicamente tienen unos pocos cm de ancho y un par de metros de profundidad. Durante el verano, la nieve se derrite y agua líquida se aloja en la fisura y el permafrost debajo de la superficie la congela. Durante el verano el permafrost se expande al aumentar la temperatura y el fenómeno de compresión horizontal produce que los sedimentos en la superficie del permafrost se eleven mediante deformación plástica creando pequeños montículos. Al invierno siguiente el frío vuelve a congelar y fisura la cuña de hielo que estaba en formación y desarrolla rendijas que pueden ser rellenadas durante el verano por la nieve al derretirse. La temperatura anual media del aire que se precisa para que se formen cuñas de hielo es de -6° a -8 °C o aún inferiores.

## Formas
Existen tres formas distintas de cuñas de hielo: Activas, Inactivas y Moldes de cuñas de hielo. Actualmente se observa la presencia de los tres tipos y en distintas partes del mundo.

### Activas
Las cuñas de hielo activas son aquellas que continúan desarrollándose y creciendo. Cada año una capa de hielo se agrega si es que se produce fisuración, aunque no es preciso que se produzcan fisuraciones todos los años para que la cuña sea considerada activa. La zona en la que las cuñas de hielo permanecen activas se encuentra en la zona de permafrost. Por lo tanto la cantidad de cuñas de hielo que se fisura anualmente está disminuyendo en forma paulatina y las mismas se transforman en cuñas inactivas.

### Inactivas
La cuñas de hielo inactivas son cuñas que ya no se fisuran ni crecen. Durante los meses de invierno, la cuña no se fisura por lo que no se puede incorporar agua durante el verano.

### Moldes
En zonas en las cuales antiguamente hubo permafrost, las cuñas de hielo se han derretido y ya no están ocupadas por hielo. La cuña, que ahora está vacía, se llena paulatinamente con sedimento y residuos de las paredes vecinas. Esto es denominado moldes de cuñas y son utilizados para realizar cálculos sobre la evolución del clima hace cientos de miles de años.